# Tomografia computerizzata
La tomografia computerizzata, in radiologia, indicata con l'acronimo TC o CT (dall'inglese computed tomography), è una tecnica di indagine radiodiagnostica (diagnostica per immagini), con la quale è possibile riprodurre immagini in sezione (tomografia) e tridimensionali dell'anatomia, create da un'analisi generata al computer, dell'attenuazione di un fascio di raggi X mentre passa attraverso una sezione corporea.
È nota anche come tomografia assistita dal computer o TAC (in inglese CAT da computer-assisted tomography). Il principio è che da proiezioni di un oggetto in differenti direzioni si può ricostruire l'immagine dell'oggetto. Inizialmente il software di elaborazione permetteva solo il piano assiale o trasversale, perpendicolare cioè all'asse lungo del corpo. Il vero valore aggiunto delle macchine attuali però è che le proiezioni non sono più su piani distinti ma a spirale facendo scorrere il lettino su cui si trova il paziente. Ciò permette successivamente di ottenere ricostruzioni tridimensionali del segmento corporeo esaminato.
Anche se il suo utilizzo peculiare è nel campo della medicina, la TC è utilizzata anche in altri campi, come ad esempio test non distruttivi dei materiali; in questo ambito viene definita tomografia industriale computerizzata. Un altro esempio è il suo utilizzo in archeologia per ottenere le immagini dei contenuti di sarcofagi o delle mummie.
L'utilizzo della TC in ambito medico è notevolmente aumentato nei due decenni a cavallo tra il XX e il XXI secolo. Si stima che più di settanta milioni di scansioni vengano eseguite ogni anno negli Stati Uniti, ma che solo lo 0,4% dei casi di cancro nel Paese sia dovuto all'esposizione alle radiazioni dei raggi X utilizzati nelle scansioni TC.

## Storia

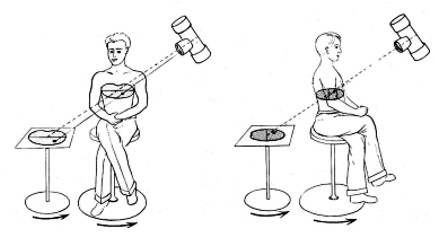
Schema del funzionamento dello stratigrafo assiale di Vallebona

Nel 1930 il radiologo italiano Alessandro Vallebona propose una tecnica per rappresentare un solo strato del corpo sulla pellicola radiografica, la stratigrafia. Sfruttando principi di geometria proiettiva, con la rotazione o pendolazione del tubo radiogeno tutti i piani al di sopra e al di sotto dello strato di interesse vengono eliminati. La stratigrafia ha rappresentato fino alla metà degli anni ottanta uno dei pilastri della diagnostica radiologica. Con l'avvento del computer è stata progressivamente soppiantata.
La metodica circolare alla base della tomografia assiale computerizzata fu inizialmente concepita, nel 1967, dall'ingegnere inglese Sir Godfrey Hounsfield che realizzò la prima apparecchiatura TAC insieme al fisico sudafricano Allan Cormack presso il Central Research Laboratories della EMI a Hayes nel Regno Unito. Tali ricerche valsero ai due scienziati il premio Nobel per la medicina nel 1979 con la motivazione "the development of computer assisted tomography". Il primo tomografo computerizzato commerciale consentiva esclusivamente lo studio delle strutture del cranio e fu installato all'Atkinson Morley Hospital di Londra nel 1971.

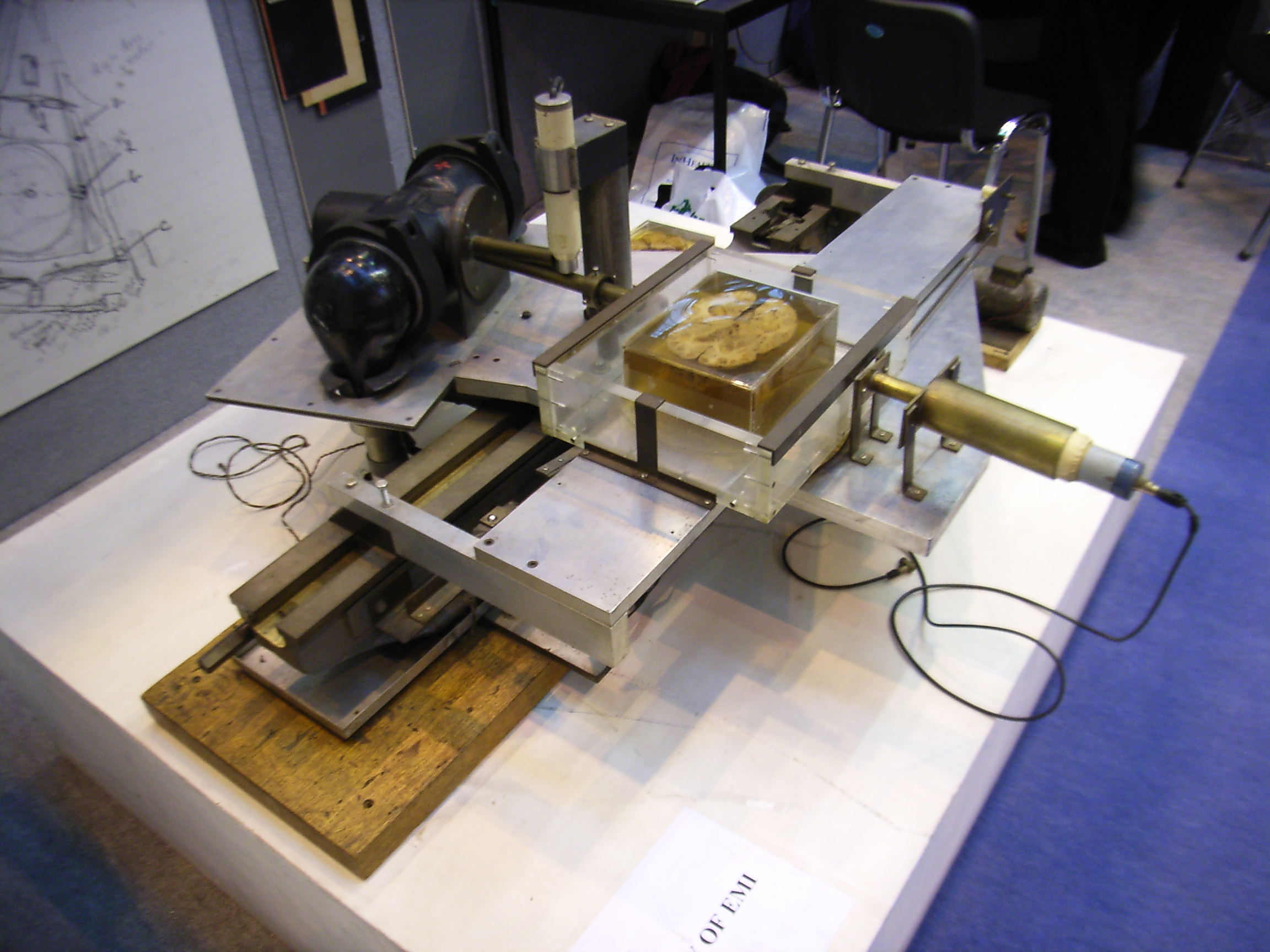
Prototipo del primo dispositivo che usava la tecnologia della tomografia computerizzata (1967)

Il prototipo originale del 1971 era caratterizzato da un'unità di scansione che ruotava di 180°, un grado alla volta, intorno alla testa del paziente, immagazzinando 160 immagini da ogni posizione, per un totale di 28 800 immagini; tale procedimento richiedeva da 5 a oltre 10 minuti. Le immagini ottenute, quindi, venivano elaborate con algoritmi di ricostruzione algebrici grazie all'utilizzo di un grande calcolatore che impiegava 2 ore e mezzo per eseguire tali calcoli. Le immagini dell'encefalo così ottenute rendevano possibile apprezzare i diversi tessuti di cui esso è composto; i medici riconobbero subito il valore e l'utilità di tale tecnologia e, nonostante il prezzo fosse molto elevato, circa 300 000 $, cifra considerevole per quel periodo, la EMI Corporation non ebbe difficoltà a vendere il prodotto. Negli Stati Uniti la prima installazione di un tomografo computerizzato avvenne presso la Mayo Clinic. In Italia la prima TAC EMI viene installato a Bologna nel 1974 presso l'Ospedale Bellaria a cura del prof. Giovanni Ruggiero che l'anno seguente sarà eletto presidente della ESNR – European Society of Neuroradiology.
Inizialmente, fu opinione comune e fortemente radicata che l'innovativa tecnica non potesse in alcun modo travalicare l'ambito dello studio del cervello. Fu un radiologo americano di origine italiana, il professor Ralph Alfidi, ad avere l'intuizione che tale metodica poteva essere estesa all'intero corpo. Alfidi, allora direttore dell'Istituto di Radiologia dell'Università di Cleveland, già noto per i suoi studi sull'angiografia, era convinto che il principio della tomografia computerizzata fosse destinato ad avere una ben più ampia utilizzazione. Circondato da un'atmosfera di scetticismo, Alfidi, con l'appoggio di un Hounsfield inizialmente titubante, ma via via sempre più convinto della validità di questa idea, iniziò un lungo periodo di ricerche. Gli esperimenti vennero attuati utilizzando macchinari realizzati nel 1972 dalla Technicare e culminarono nel 1975 con l'effettuazione del primo impiego della TAC per lo studio dell'addome.
Il primo sistema TC in grado di realizzare immagini di qualsiasi parte del corpo fu l'ACTA (Automatic Computerized Transverse Axial) progettato da Robert Ledley, presso la Georgetown University. Questa macchina possedeva, come rilevatori, 30 tubi fotomoltiplicatori ed era in grado di completare una scansione in soli nove cicli di traslazione/rotazione, una velocità molto superiore a quella dell'apparecchiatura della EMI. Utilizzava 34 calcolatori PDP-11 sia per comandare i servo-meccanismi, sia per acquisire ed elaborare le immagini. La casa farmaceutica Pfizer acquista il prototipo dall'università, insieme con i diritti per la fabbricazione di esso. Pfizer ha iniziato quindi a commercializzare il modello, chiamandolo "200FS" (FS significa “scansione veloce”), ottenendo un grande successo nelle vendite. Questa apparecchiatura produceva immagini in una matrice di 256×256, consentendo una molto migliore risoluzione spaziale rispetto a quella della EMI che era di 80×80.
Da questo momento in poi la tecnologia della TAC migliorò costantemente, anche grazie alla sempre maggiore capacità di calcolo dei computer. I grandi miglioramenti nella velocità di scansione, nel numero di proiezioni acquisibili e nella qualità delle immagini, sono stati fondamentali perché tale tecnologia venisse presa in considerazione anche per l'imaging cardiaco. Nel 2008 Siemens ha introdotto una nuova generazione di scanner in grado di acquisire un volume di una certa dimensione in meno di 1 secondo, una velocità sufficiente per produrre immagini nitide di cuori che battono e delle arterie coronarie.
Al 2025 esistono macchinari di nuova generazione che consentono un'esposizione ai raggi X 20 volte inferiore e l'acquisizione dell'intera colonna vertebrale in 3D in meno di 3 secondi, nonché di immagini di tutto il corpo in posizione eretta, inclusi piedi e caviglie. Permettono diagnosi precoci, precise, veloci e sicure, a vantaggio soprattutto di chi deve ripetere frequentemente l'esame e dei minorenni, più sensibili all'esposizione.

## Metodica
La legge dell'assorbimento dei raggi X spiega come, dato un fascio di raggi X di una certa intensità iniziale {\displaystyle I_{0}}, esso venga attenuato in intensità {\displaystyle I(t)} in misura esponenzialmente decrescente al coefficiente di attenuazione di massa {\displaystyle \mu } e al cammino percorso nel mezzo {\displaystyle t}. Il coefficiente di attenuazione di massa dipende dalla densità {\displaystyle \rho } del materiale attraversato e dall'energia {\displaystyle E} del fascio di raggi X.
{\displaystyle I(t)=I_{0}e^{-\mu t}}
Quindi il fascio di raggi X attraversando un oggetto verrà attenuato tanto più quanto attraverserà materiali ad alto numero atomico, tanto più sarà bassa l'energia e maggiore sarà lo spessore attraversato; viceversa, se attraversa un materiale a bassa densità, percorre uno spessore piccolo e l'energia è più alta, allora l'attenuazione sarà minore. Questo è il motivo per cui nelle radiografie analogiche gli oggetti a densità maggiore appaiono chiari (massima attenuazione) e gli oggetti a densità minore appaiono più scuri (minima attenuazione).
Il principio iniziale su cui si basa la ricostruzione tomografica è che acquisendo tante proiezioni radiografiche dello stesso oggetto ad angolazioni diverse è possibile ricostruire l'oggetto nelle due dimensioni.
Per ottenere la terza dimensione si utilizzano complessi algoritmi matematici che elaborano i pixel delle successive scansioni tra i quali i metodi di retroproiezione filtrata (algoritmo Filtered Back Projection, FBP) se il fascio di raggi X è parallelo o a ventaglio, il metodo di Feldkamp se il fascio è conico oppure metodi iterativi. Ovviamente per poter applicare questi algoritmi è necessario riprendere le proiezioni radiografiche in immagini digitali cioè una matrice di numeri organizzata il cui più piccolo elemento è chiamato pixel e il valore al suo interno è un numero in scala di grigi a cui corrisponde una misura dell'attenuazione del fascio in quel punto. Dopo aver applicato gli algoritmi di ricostruzione si ottiene un'immagine digitale che rappresenta la distribuzione della densità dell'oggetto in una sua sezione interna (slice) e il cui più piccolo elemento viene chiamato voxel in quanto si tratta di un elemento di volume. Quanto più piccolo è il volume rappresentato da un voxel, tanto maggiore è la risoluzione spaziale. Per velocizzare le acquisizioni ora sono concatenate in acquisizioni di dati con movimento a spirale ottenuto muovendo non il gantry ovviamente ma il lettino col paziente durante l'acquisizione della riga di dati iniziali (dati h).
Al fine di confrontare i risultati della tomografia ottenuti da diversi strumenti tomografici si definisce e si prende a riferimento la Scala di Hounsfield. L'unità di misura dei valori numerici ricostruiti è HU (unità di Hounsfield). Il numero all'interno del voxel è detto {\displaystyle numero\ CT}, rappresenta la densità dell'oggetto in quel punto e si misura in HU se opportunamente calibrato secondo la seguente relazione:
{\displaystyle numero\ CT=1000{\frac {\mu -\mu _{H_{2}O}}{\mu _{H_{2}O}}}}
La formula per il calcolo delle HU evidenzia come l'acqua venga presa a riferimento. Infatti il numero CT dell'acqua è ovviamente 0 HU; la densità dell'aria è considerata nulla {\displaystyle \mu =0} e quindi il numero CT dell'aria assume un valore di -1000 HU; per l'osso, che ha una densità all'incirca doppia di quella dell'acqua, il numero CT è +1000 HU.
Le dimensioni di un'immagine tomografica in uno scanner medicale standard sono normalmente di 512×512 voxel e profondità di 16 bit/pixel, anche se la tecnologia attuale permette di ottenere risultati anche migliori sia in termini di numero di voxel sia di risoluzione spaziale.
La metodica TC consente risultati migliori della radiologia tradizionale per quanto riguarda la differenziazione dei tessuti molli.
Infatti la TC produce un volume di dati che possono essere manipolati, attraverso un sistema noto come "windowing", per visualizzare le varie strutture anatomiche interne di un corpo in base alla loro capacità di attenuare il fascio di raggi X.
Lo studio TC, a seconda dei distretti corporei e degli organi da valutare, può essere implementato con l'infusione di mezzo di contrasto endovenoso organo-iodato, che consente una migliore differenziazione di strutture con densità simile, o la valutazione della stessa struttura in tempi diversi, con acquisizioni multiple delle immagini e attraverso l'uso di un iniettore a flusso variabile.
Questo strumento diagnostico permette di settare lo spessore delle scansioni, che a seconda della tecnologia della macchia può influire in modo differente sulla regolazione, lo spessore minimo impostabile è generalmente 0,5 mm, questo parametro oltre a influire sul numero delle scansioni, delle radiazioni e in alcuni casi anche sulla velocità d'esecuzione, ha effetti anche sulla precisione e dettaglio dell'immagine.

## Il tomografo computerizzato

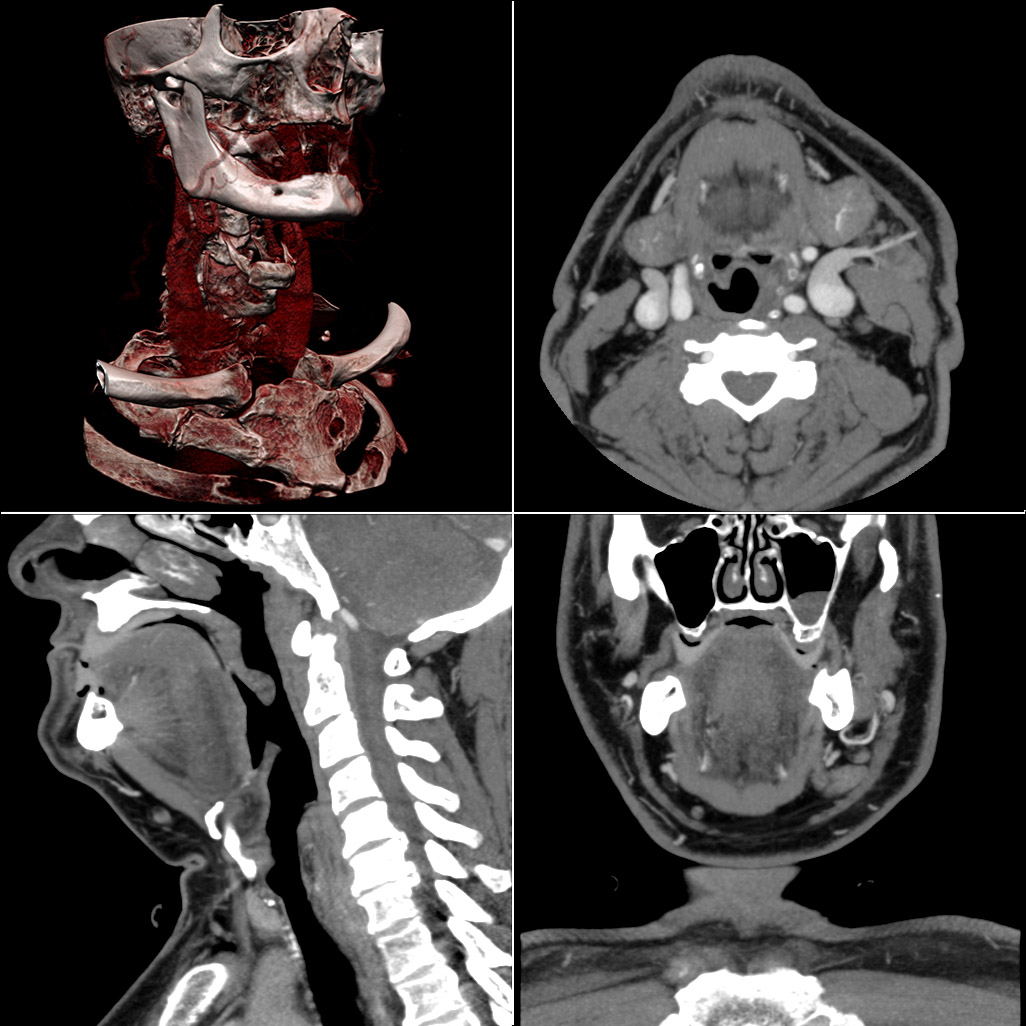
Esempi di immagini solitamente fornite da una TAC: in alto a sinistra la ricostruzione volumetrica, a destra il piano assiale, in basso i piani sagittale e frontale.

L'emettitore del fascio di raggi X ruota attorno al paziente e il rivelatore, al lato opposto, raccoglie l'immagine di una sezione del paziente; il lettino del paziente scorre in modo molto preciso e determinabile all'interno di un tunnel di scansione, presentando a ogni giro una sezione diversa del corpo. Le sequenze di immagini, assieme alle informazioni dell'angolo di ripresa, sono elaborate da un computer, che presenta il risultato sul monitor.
Tale risultato è costituito da una serie di sezioni non necessariamente contigue di spessore preimpostato: l'insieme delle sezioni ricostruite costituiscono i dati inerenti al volume di scansione che possono essere ricostruiti da un software di rendering tridimensionale per produrre immagini tomografiche di qualsiasi piano spaziale (frontale, sagittale, assiale) o, in alternativa, per ottenere immagini tridimensionali o endoscopiche. Per ottenere le immagini tomografiche del paziente a partire dai dati "grezzi" della scansione (RAW Data) il computer dedicato alla ricostruzione impiega complessi algoritmi matematici di ricostruzione dell'immagine. I processi più importanti per ottenere le immagini dai dati grezzi sono la convoluzione e la retroproiezione o backprojection (trasformata di Radon). Le immagini di partenza di tutte le sezioni vengono normalmente registrate su un sistema di archiviazione (PACS) e le sezioni più importanti vengono talvolta stampate su pellicola. Il rivelatore ad alta efficienza è normalmente costituito da cesio ioduro, calcio fluoruro, cadmio tungstato.

### Le "generazioni" dei tomografi computerizzati

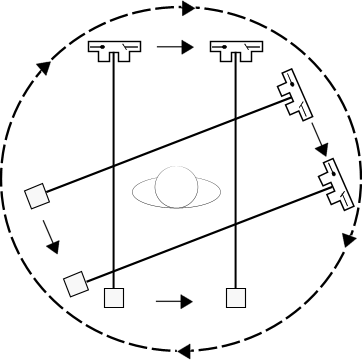
Schema di un tomografo di prima generazione

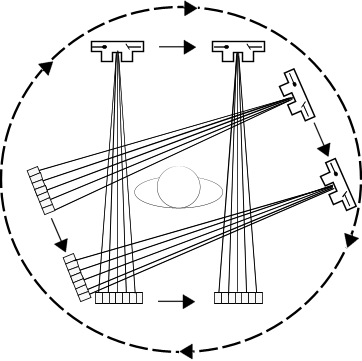
Schema di un tomografo di seconda generazione

I primi modelli di tomografi computerizzati, chiamati in seguito di "prima generazione", erano costituito da un tubo radiogeno che emetteva un fascio lineare di raggi X. Per eseguire una scansione il tubo radiogeno compiva prima una traslazione e poi una rotazione di un grado; questi due movimenti venivano ripetuti per 180 volte al fine di ottenere una rotazione complessiva intorno al paziente di 180° per un totale di 28 800 acquisizioni (180 proiezioni angolari X 160 raggi di proiezione). Solidale al tubo radiogeno e posto in posizione diametralmente opposta, vi era un unico detettore, in grado di rilevare l'attenuazione del fascio di raggi X. Il valore dell'attenuazione veniva poi trasformato in un segnale elettrico che, rielaborato, permetteva di calcolare la densità del volume di corpo che era stato attraversato e da qui ricostruire le immagini assiali. Generalmente, queste apparecchiature erano molto lente (per via della lunga sequenza di traslazioni e rotazioni) e in grado di produrre immagini solamente di bassa risoluzione spaziale.
La "seconda generazione" di tomografi, introdotta dal 1974 presso la Cleveland Clinic, presentò notevoli progressi. Per prima cosa la geometria del fascio radiante da lineare è diventata “a ventaglio”, con un'ampiezza di 20-30 gradi, e conseguentemente è aumentato il numero dei detettori che è passato da 1 a un gruppo di 20-30 (sempre solidali e contrapposti al tubo radiogeno). Ciò ha permesso di evitare al tubo radiogeno il movimento di traslazione, lasciando solo quello di rotazione intorno al paziente, con un conseguente notevole risparmio di tempo (una singola scansione con questa generazione di tomografi comportava solo alcune decine di secondi) e di complessità meccanica.

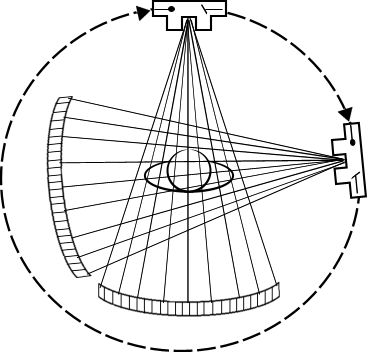
Schema di un tomografo di terza generazione

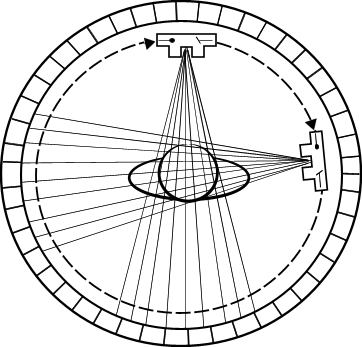
Schema di un tomografo di quarta generazione

Grazie a un miglioramento della tecnologia, assieme all'applicazione di principi di funzionamento innovativi, i tomografi di "terza generazione" (introdotti nel 1975) soppiantarono quelli delle generazioni precedenti ed ebbero un tale successo che sono a oggi la tipologia più diffusa. Essi si differenziano da quelli della seconda generazione per via del fascio a raggi X ancora più ampio (dai 30 ai 50 gradi) tanto da riuscire a comprendere l'intera porzione anatomica da studiare. Anche il numero dei detettori risulta ampiamente aumentato, raggiungendo le diverse centinaia di elementi. I detettori, inoltre, spesso vengono disposti su più di una fila, in modo da poter acquisire più sezioni in un'unica rotazione del tubo, rendendo l'acquisizione estremamente veloce tanto da poter essere utilizzata per lo studio del cuore in movimento.
Nei primi modelli, a una rotazione ne seguiva un'altra nel senso inverso, in modo che i cavi di alimentazione ritornassero nella posizione di partenza, senza attorcigliarsi. Tale metodica obbligava all'acquisizione di un solo strato per volta. A partire dal 1989, venne introdotta un'ulteriore caratteristica fondamentale per velocizzare l'esecuzione dell'intero esame: l'eliminazione dei cavi di alimentazione del tubo radiogeno che impedivano la rotazione continua dello stesso, in vantaggio dell'adozione di contatti striscianti che forniscono l'energia elettrica al tubo. Identica tecnica è utilizzata per le linee di dati dei detettori che rimangono solidali al tubo. Grazie a tutto ciò, i tomografi di terza generazione sono in grado di eseguire acquisizioni con voxel isotropico (delle stesse dimensioni sui tre lati) e a spirale, con la conseguente possibilità di ricostruire le immagini su più piani e tridimensionalmente.
I tomografi di "quarta generazione" presentavano sensori fissi disposti circolarmente su tutto l'anello del gantry e sono stati abbandonati.
I tomografi moderni derivano da quelli di terza generazione ma hanno una caratteristica fondamentale, quella di acquisire a spirale: nei tomografi a rotazione continua unidirezionale infatti il tubo radiogeno e i rilevatori sono montati su un anello rotante che si alimenta a "contatti striscianti" (slip ring), senza più il problema dei cavi che si attorcigliano. Questa metodica consente l'acquisizione delle immagini in modo continuo: mentre il tavolo che porta il paziente si muove su un piano di scorrimento, i piani di scansione descrivono un'elica attorno al paziente, ottenendo una scansione "a spirale". Ultimamente la tecnica di scansione adottata è la volumetrica. L’evoluzione tecnologica ha infatti permesso di ottenere detettori molto larghi; ad esempio l’ultima generazione di TAC Toshiba/Canon permette un'acquisizione istantanea di 320 canali dalla larghezza di 0,5 millimetri ciascuno, ottenendo così un'acquisizione volumetrica di 160 millimetri di profonditá in meno di mezzo secondo.

### Tecnologia multistrato
I tomografi computerizzati a multi-strato sono una nuova famiglia di tomografi ad alto livello di dettaglio anatomico (fino a 0,5 mm) e di recente introduzione della quale i primi esempi risalgono al 1998.
Una corona di sensori (detti detettori) registra l'attenuazione di un fascio radiogeno (raggi X) rotante intorno a un soggetto e trasformano attraverso elaborazioni matematiche questi dati in immagini leggibili da radiologi esperti. Le prime TC multistrato (o multislice) avevano due corone di detettori.
A oggi le migliori hanno 640 file di detettori. Sono possibili indagini accurate di endoscopia virtuale del colon in alternativa al clisma opaco (ma la colonscopia a fibre ottiche conserva il vantaggio dell'analisi bioptica della eventuale lesione o addirittura della sua estemporanea asportazione - ad esempio, un piccolo polipo). Un'altra importante applicazione è l'analisi vascolare di piccole arterie come le coronarie che si possono studiare, in soggetti non affetti da patologia acuta, in alternativa alla più invasiva coronarografia, e gli esami cardiologici dove la TAC multi-strato consente lo studio del cuore in un solo battito cardiaco, riducendo al minimo possibile le dosi di radiazione previste per il paziente. In generale, le immagini prodotte consentono un dettaglio anatomico eccezionale a fronte però di un consistente aumento della dose efficace di radiazioni al paziente, ragione per cui è molto importante la giustificazione razionale all'esame diagnostico.
Altrettanto importante è che la dose somministrata sia la minima indispensabile per ottenere il risultato diagnostico voluto (in inglese ALARA = as low as reasonably achievable, tanto bassa quanto ragionevolmente ottenibile).
Dai primi anni 2000 in poi si sono diffusi macchinari TC "Dual Energy", che consentono di ridurre ulteriormente la dose alla popolazione, utilizzando due tubi di tensione diversa, risparmiando il passaggio della scansione senza mezzo di contrasto (l'immagine si può ottenere confrontando le due immagini ottenute e sottraendo le U.H. del contrasto).

### Tomografi computerizzati a spirale
I tomografi spiroidei più comuni compiono una rotazione in più o meno un secondo e consentono un'acquisizione completa di un volume corporeo in 40 secondi - un minuto: questa avviene in un'unica apnea, riducendo gli artefatti di movimento del paziente. I moderni tomografi multistrato possono impiegare anche solo pochi secondi, ottenendo decine di scansioni per ogni singola rotazione. Tomografi superveloci possono consentire lo studio del cuore. Recentemente è stata ideata anche una tecnica che consente l'esecuzione di una vera e propria colonscopia virtuale.
Sempre recentemente si assiste alla comparsa di TC con doppio tubo radiogeno, dette "dual source". Queste TC dispongono per l'appunto di due tubi radiogeni che funzionano a differenti energie; in questo modo, a causa della differente attenuazione dei tessuti sulle radiazioni a energia differente, si riesce ad avere una risoluzione di contrasto migliore.

### TC-PCCT
La TC (Tomografia Computerizzata) a conteggio di fotoni (Photon Counting Computed Tomography, PCCT), a differenza delle tomografie tradizionali, che misurano l'energia complessiva dei raggi X dopo il loro passaggio nel corpo, impiega rilevatori avanzati in grado di registrare i singoli fotoni e di determinare con precisione la loro energia. Questo approccio elimina il rumore e riduce gli artefatti nelle immagini, consentendo di ottenere risultati più nitidi e dettagliati, con una risoluzione che può arrivare fino a 0,2 mm. Il conteggio di fotoni può arrivare a un’elevata risoluzione temporale (generandi immagini ogni 66 millisecondi), tale da identificare piccole stenosi e rappresentare un'alternativa alla coronarografia in una percentuale stimata fino alla metà dei casi.
Catturando in modo più efficiente le informazioni provenienti dai raggi X, è possibile eseguire esami con una minore esposizione.
In cardiologia, presenta una visualizzazione più chiara delle arterie coronarie e dei depositi di calcio. In oncologia, migliora la rilevazione e caratterizzazione dei tumori, nonché l'analisi della parete carotidea; in neurologia consente una maggiore distinzione tra sostanza bianca e grigia (es. betamiloide), fondamentale per la diagnosi di malattie neurodegenerative. In ortopedia questa tecnologia consente una migliore definizione delle strutture ossee, facilitando l'individuazione di microfratture e offrendo una valutazione delle aree protesiche.
I rivelatori a conteggio di fotoni risolvono il numero di fotoni e lo spettro energetico dei raggi X incidenti in più bins di energia. Rispetto alla tecnologia TC convenzionale, la PCCT offre i vantaggi di una migliore risoluzione spaziale e di contrasto, di una riduzione del rumore e degli artefatti dell'immagine, di una minore esposizione alle radiazioni e di un imaging multienergetico/multiparametrico basato sulle proprietà atomiche dei tessuti, con la conseguente possibilità di utilizzare diversi agenti di contrasto e di migliorare la qualità dell'immagine.
Il componente chiave è il rivelatore QuantaMax, dotato di un semiconduttore cristallino sostanzialmente diverso da un rivelatore a scintillazione standard. I rivelatori QuantaMax creano immagini TC ad alta risoluzione spaziale, senza rumore elettronico, con un miglior rapporto contrasto/rumore, informazioni spettrali intrinseche e una dose di radiazioni inferiore. .

## Impiego clinico

### Studio del cranio e dell'encefalo

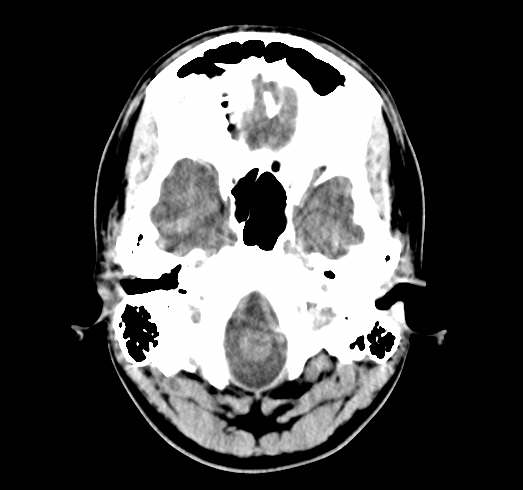
Immagine di una scansione TC del cervello

Lo studio del cranio e dell'encefalo, è uno degli utilizzi più frequenti della tomografia computerizzata, tanto da diventare il gold standard per la diagnosi di molte patologie. La possibilità di ottenere immagini multi-planari ad alta risoluzione e la necessità di visualizzare dettagli spesso propedeutici a un intervento neurochirurgico, diventa indispensabile a causa della complessità di questa regione anatomica, con presenza di numerose strutture sovrapposte. Nonostante la risonanza magnetica stia acquisendo sempre maggiore importanza per quanto riguarda lo studio dell'encefalo, la TC garantisce tempi di esecuzione nettamente inferiori, non presenta problematiche relative alla presenza di forti campi magnetici e di claustrofobia, rendendo tale metodica la prima scelta, nonché la più adatta in situazioni di emergenza come traumi cranici e sospetti ictus cerebrali (emorragici o ischemici).
Per quanto riguarda lo studio dell'encefalo, l'esame consiste in una scansione (con o senza mezzo di contrasto) che comprenda la regione che va dal foro occipitale fino al vertice del cranio, seguendo un orientamento che può basarsi su diversi piani anatomici (generalmente orbito-meatale o neuro-oculare). Lo studio può essere completato da una ricostruzione multi-planare delle immagini ottenute tramite i tre piani spaziali. Solitamente la TC encefalo viene utilizzata per la diagnosi di lesioni cerebrali e cerebellari di varia eziologia, neoplasie, ictus, forme di demenza senile, idrocefali, ecc.

Ricostruzione coronale di una scansione TC all'encefalo, sede di un glioblastoma

Anche per lo studio delle strutture ossee del cranio la tomografia computerizzata può trovare un largo impiego. Tramite questa metodica sono infatti spesso studiate le orbite, le rocche petrose nonché la sella turcica; lo studio delle ultime due trae particolare beneficio dalla possibilità di una ricostruzione MPR sul piano coronale. La TC rappresenta l'esame di elezione per lo studio dell'intero massiccio facciale per la ricerca di neoplasie, polipi dei seni paranasali, sinusite, processi infiammatori o per la valutazione di traumi.
Tomografi computerizzati con acquisizione volumetrica possono essere utilizzati, grazie all'impiego del mezzo di contrasto iodato, per approfonditi studi angiografici dei vasi che perfondono l'encefalo (arterie carotidi e poligono di Willis), di cui spesso è richiesta una ricostruzione tridimensionale al fine di visualizzare al meglio la morfologia e l'eventuale presenza di aneurismi o stenosi.

### Studio delle arcate dentarie
Le limitazioni dell'ortopantomografo rendono in alcuni casi la tomografia computerizzata quasi indispensabile per lo studio delle arcate dentarie. In particolare, l'implantologia computer assistita necessita di immagini tridimensionali affinché possa essere effettuata la pianificazione dell'intervento. In particolare la tomografia computerizzata, in ambito di implantologia è utile per la stima della qualità e quantità dell'osso dove verrà posizionato l'impianto, nonché la valutazione degli spazi necessari affinché non si corra il rischio di lesionare il nervo alveolare o perforare il seno mascellare. Dalla fine degli anni 1990, alla tradizionale metodica, si è affiancata la tomografia computerizzata cone beam, che utilizza un fascio a raggi X conico invece che “a spazzola”, la quale si sta sempre più affermando in ambito odontoiatrico-maxillo facciale.

### Studio del collo
La complessità delle strutture anatomiche presenti nel collo e la rapidità di esecuzione dell'esame rendono la tomografia computerizzata, insieme alla risonanza magnetica e all'ecografia, una delle metodiche di elezione per lo studio di questa regione. Se la valutazione di eventuali fratture trova nella TC il suo migliore strumento, essa può essere efficacemente utilizzata, spesso ricorrendo anche alla somministrazione di mezzo di contrasto, per la ricerca di neoplasie benigne o maligne della rinofaringe, della laringe e della ipofaringe, nonché di linfomi. Lo studio della tiroide viene spesso eseguito tramite altre metodiche (come l'ecografia o la scintigrafia tiroidea) tuttavia anche la TC può essere impiegata per la valutazione del gozzo tiroideo e dei tumori tiroidei, anche se spesso nei pazienti con ipertiroidismo è necessario rinunciare all'utilizzo del mezzo di contrasto per evitare crisi tireotossiche.

### Studio del torace

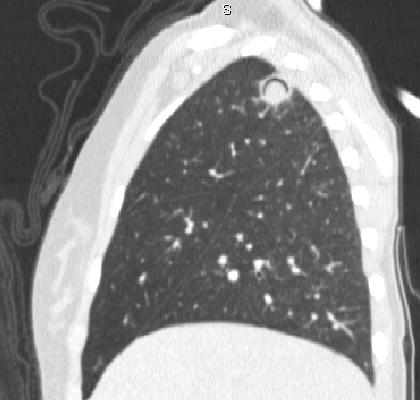
Tomografia computerizzata in piano sagittale

Storicamente, dopo lo studio dell'encefalo, il torace è il secondo distretto corporeo a essere stato studiato tramite tomografia computerizzata ricavando ottimi risultati, tanto da diventare la metodica diagnostica standard per molte patologie. Infatti, la radiografia del torace, nonostante sia di larghissimo impiego, risulta limitata a causa della sovrapposizione delle strutture anatomiche (problematica solo in parte superabile dall'esecuzione di due proiezioni perpendicolari) che dalla imprecisione su alcune patologie che non permette sempre di ottenere una diagnosi precisa. Inoltre, la risonanza magnetica, per via dei principi fisici alla base del suo funzionamento, poco si presta allo studio dei polmoni caratterizzati dalla presenza di ampi volumi di aria nonché da un continuo movimento (così come per il cuore) per il quale è necessaria una metodica come la TC in grado di scansionare l'intero torace in pochi secondi.
L'ampio uso della tomografia computerizzata per lo studio del torace ha portato allo sviluppo di particolari algoritmi di ricostruzione delle immagini, di filtri e di tecniche che permettono di ottimizzare l'esame a seconda dell'organo toracico esaminato e della patologia sospettata. Inoltre, questa metodica risulta fondamentale e praticamente esclusiva per guidare il radiologo interventista nella biopsia di tessuti presenti all'interno della cavità toracica.

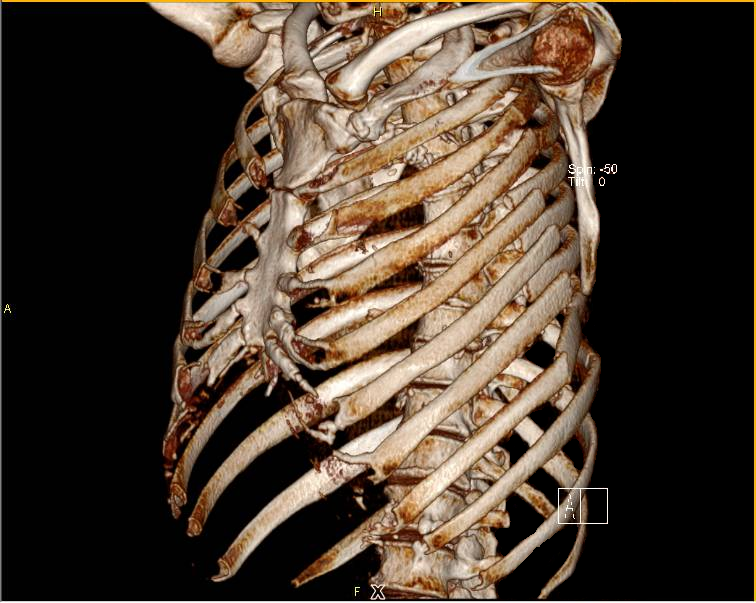
Ricostruzione tridimensionale di una TC toracica con un filtro che visualizza l'osso

Per quanto riguarda i vasi sanguigni, la TC del torace trova larghissimo impegno nello studio dell'arco aortico, in particolare alla ricerca di aneurismi o dissecazioni nonché per la valutazione post-operatoria e nel follow up. Grazie alla TC è inoltre possibile diagnosticare la presenza di una tromboembolia polmonare. Tutti gli esami vascolari richiedono, solitamente,  la somministrazione di mezzo di contrasto e spesso sono eseguiti in situazioni di emergenza dove la velocità della metodica risulta essere di fondamentale importanza.
Lo studio del polmone può essere effettuato con grande precisione grazie alla TC per una moltitudine di patologie, al fine sia di giungere a una diagnosi definitiva sia per inquadrare meglio il paziente per successivi indagini. Le ricostruzioni multi-planari possono risultare molto utili nel caso della valutazione di un tumore polmonare o broncopolmonare al fine di conoscere al meglio la sua sede e i rapporti anatomici oltre alla identificazione della dimensione dei linfonodi. Un'acquisizione ad alta risoluzione può essere fondamentale per una corretta valutazione di alcune patologie dell'apparato respiratorio inferiore come, ad esempio, fibrosi polmonare, bronchiettasie,  stenosi delle vie respiratore, BPCO, asbestosi, polmoniti, tubercolosi polmonare, ecc.

### Studio del cuore

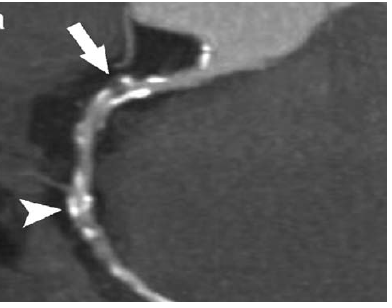
Immagine di una tomografia computerizzata delle coronarie con mezzo di contrasto

Grazie alla disponibilità sul mercato di tomografi computerizzati multi-strato sempre più veloci in grado di acquisire notevoli volumi corporei in pochissimo tempo, è stato possibile estendere l'utilizzo di tale metodica anche allo studio del muscolo cardiaco che nel soggetto vivo si presenta in continuo movimento. Numerosi studi sono stati effettuati per comparare la capacità prognostica dell'esame delle calcificazioni delle arterie coronarie tramite le tecniche non invasive come la TC multistrato, la electron beam tomography e la risonanza magnetica rispetto alla angiografia coronarica realizzata per via percutanea; al 2016 quest'ultima vanta ancora risultati iconografici migliori in particolare per quanto riguarda la risoluzione spaziale e il miglior rapporto segnale/rumore, tuttavia queste differenze si stanno attenuando grazie ai progressi tecnologici dei tomografi. Inoltre, l'acquisizione di immagini cardiache può essere utile anche per la pianificazione di interventi cardiochirurgici, come quelli relativi alla valvola mitralica.
Gli scopi diagnostici per cui si può ricorrere alla tomografia computerizzata in abito cardiologico sono la valutazione della calcificazione delle coronarie, lo studio morfologico del cuore, delle arterie coronariche e delle vene cardiache. L'esame si realizza con la somministrazione di mezzo di contrasto per via venosa e ci si avvale di un sistema (ve ne sono di vario tipo a seconda della casa costruttrice dell'apparecchiatura) per la sincronizzazione delle acquisizioni con la frequenza cardiaca, in modo da minimizzare gli artefatti da movimento ed escludere le fasi del ciclo cardiaco meno utili (tipicamente la diastole e la protodiastole). Questa tecnica risulta, tuttavia, poco efficace nei pazienti che presentano aritmia e dunque una maggiore variabilità nel ritmo cardiaco. Le immagini ottenute possono essere poi ricostruite con vari algoritmi, alcuni creati ad hoc per le indagini cardiache, a seconda della patologia da studiare e dalle necessità diagnostiche.
Se l'utilizzo della TC è certamente meno invasivo di una coronarografia realizzata per via percutanea, uno degli svantaggi è l'alta dose (circa 8–10 mS) di radiazioni ionizzanti a cui deve essere sottoposto il paziente al fine di ottenere immagini a qualità sufficiente. Sono allo studio protocolli di acquisizione sempre più efficaci in modo da poter ridurre sensibilmente tale dose.

### Studio dell'addome

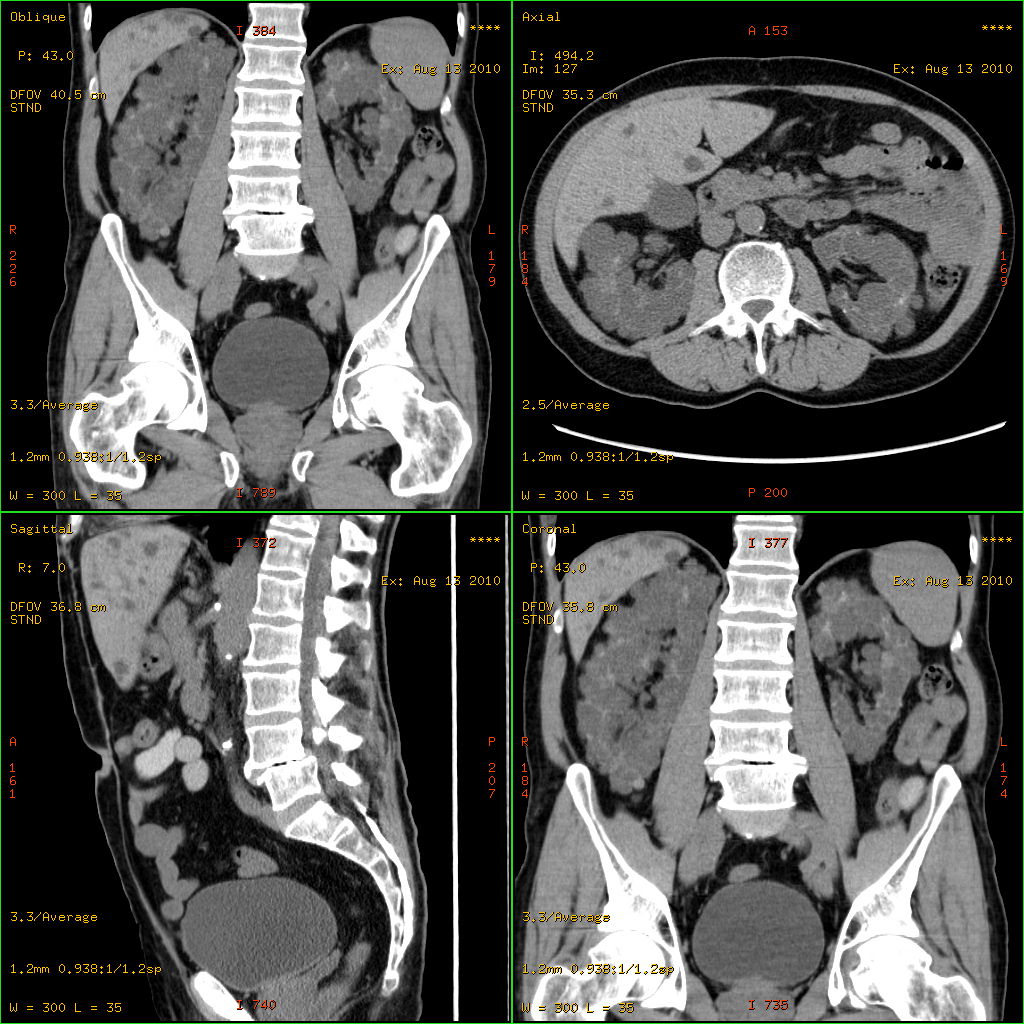
Tomografia computerizzata dell'addome ricostruita nei vari piani dello spazio

Vi sono molte situazioni cliniche che interessano la regione e gli organi addominali che possono essere studiate tramite tomografia computerizzata. Spesso, tali studi richiedono più di una scansione in quanto è necessario valutare le immagini sia senza mezzo di contrasto sia dopo la sua somministrazione, in modo da poter valutare al meglio la vascolarizzazione, caratterizzare alcune masse sospette, evidenziare i parenchimi e studiare il funzionamento dell'apparato urinario. Ciò può comportare l'esposizione a notevoli dosi di radiazioni ionizzanti.
Il fegato e le vie biliari possono essere studiate tramite TC alla ricerca e per la caratterizzazione di lesioni focali benigne (come cisti ed emangiomi) o maligne (epatocarcinoma e colangiocarcinoma) e metastasi. La particolare vascolarizzazione del fegato (sistema portale) richiede spesso l'effettuazione di due o tre scansioni a distanza di alcuni minuti per valutare la diffusione del mezzo di contrasto nel tempo.
Il pancreas viene studiato perlopiù per la diagnosi di pancreatite acuta e cronica, nonché per i vari tumori che lo possono colpire.
L'apparato urinario ben si presta a essere studiato con la TC. Acquisizioni effettuate pochi istanti dopo la somministrazione di mezzo di contrasto permettono di visualizzare ottimamente le arterie renali e la porzione corticale del rene. Dopo circa 80 secondi dalla somministrazione è possibile visualizzare al meglio la regione midollare renale e osservare quindi le parti più interne dell'organo. Dopo alcuni minuti, il mezzo di contrasto dovrebbe aver percorso gli ureteri e raggiunto la vescica, quindi immagini ottenute in questo momento possono dimostrare o meno la funzionalità renale e la pervietà delle vie escretrici.
Altri organi e strutture pelviche possono essere studiate tramite TC, alla ricerca di cisti, neoplasie, malformazioni, ecc. Tuttavia, vista la non indifferente dose di radiazioni, spesso si preferiscono (almeno in prima istanza) altre metodiche di imaging come l'ecografia e la risonanza magnetica. Discorso a parte può essere fatto per il colon il quale, grazie ai progressi negli algoritmi di ricostruzione delle immagini, può essere studiato tramite colonscopia virtuale che permette, senza il fastidio e i rischi della colonscopia tradizionale, di ricercare malformazioni, ostruzioni, diverticoli, patologie infiammatorie (diverticolite, malattia di Crohn, colite ulcerosa, ecc.), polipi e neoplasie. In certi contesti, la colonscopia virtuale è stata proposta anche come indagine di screening per il carcinoma del colon-retto.
Infine, tutti gli organi addominali possono essere valutati tramite TC in caso di un forte trauma che possa far sospettare delle lesioni a essi.

### Studio delle ossa e delle articolazioni

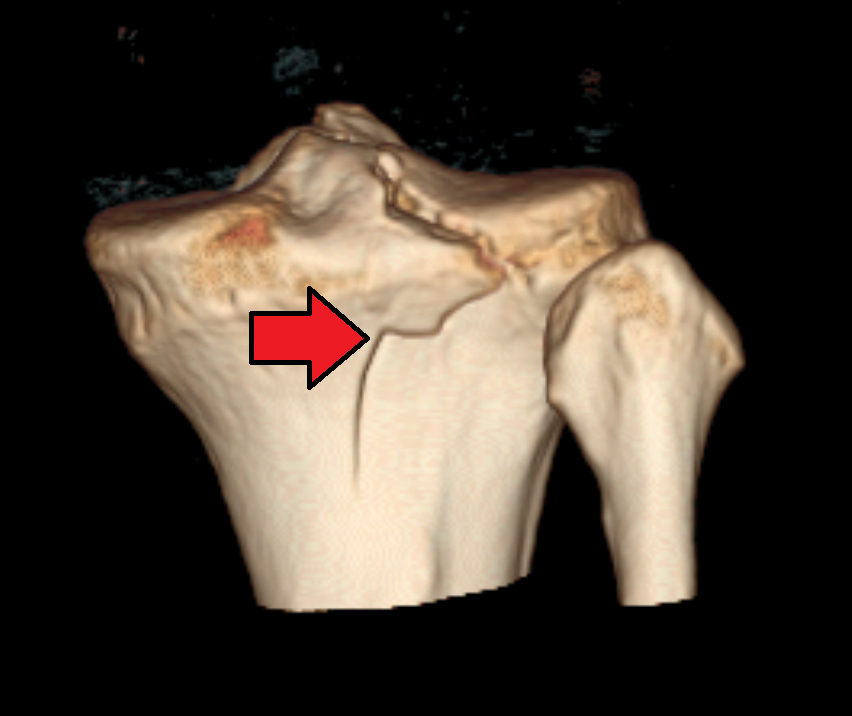
Ricostruzione tridimensionale ottenuta tramite tomografia computerizzata che mostra la frattura del piatto tibiale

Nonostante l'affermazione della risonanza magnetica nucleare per lo studio delle articolazioni abbia ridotto il campo di applicazione della tomografia computerizzata, la velocità di quest'ultima associata alla possibilità di ricostruzioni tridimensionali, hanno permesso alla TC di continuare a svolgere un ruolo di primo piano nella diagnosi di fratture complesse e nelle situazioni di urgenza. Tra i distretti ossei più studiati in TC sempre più spesso vi è il bacino. Nonostante tutto ciò, soprattutto per motivi radioprotezionistici e di costi, le fratture di più semplice diagnosi vengono valutate tramite radiografia tradizionale, relegando la tomografia per le situazioni dubbie e nei casi in cui non si abbia un paziente collaborante.
Sicuramente l'elemento scheletrico (l'osso) è la porzione anatomica studiabile in TC con i migliori risultati, tuttavia, in particolari casi selezionati, l'utilizzo di mezzo di contrasto, sia per via endovenosa sia per iniezione intrarticolare, permette la visualizzazione degli elementi cartilaginei, muscolari e legamentosi. Talvolta la TC può essere utilizzata come supporto per procedure come la biopsia ossea e il trattamento degli osteomi. La metodica può essere, inoltre, utilizzata anche per la diagnosi e la valutazione in corso di trattamento dell'osteoporosi.
|lingua=en
Inoltre anche la colonna vertebrale, nonostante la risonanza magnetica sia considerata il gold standard per molte sue patologie, può essere studiata in TC, in particolare alla ricerca di ernia del disco, protrusioni, fratture o crolli vertebrali nonché patologie neoplastiche. Le ricostruzioni sui vari piani dello spazio sono spesso indispensabili per una corretta diagnosi.

## Altri utilizzi

### Ambito industriale
In ambito industriale, la tomografia computerizzata a raggi X viene utilizzata principalmente per produrre rappresentazioni, sia interne che esterne, tridimensionali di componenti. Gli scopi principali di queste applicazioni sono la ricerca di eventuali difetti, l'analisi dei guasti, la metrologia, l'analisi degli assiemi, il metodo degli elementi finiti basato su immagini e le applicazioni di ingegneria inversa. Le scansioni TC sono impiegate anche nell'imaging e nella conservazione degli oggetti museali.
La tomografia computerizzata ha trovato anche applicazione nella sicurezza dei trasporti (prevalentemente nella sicurezza aeroportuale) perché utilizzata in un contesto di analisi dei materiali per il rilevamento di esplosivi. Talvolta si ricorre a particolari algoritmi basati sulla visione artificiale in grado di analizzare le immagini prodotte dai tomografi per rilevare automaticamente oggetti potenzialmente pericolosi come, ad esempio, armi da fuoco, coltelli, contenitori di liquidi.

### Impiego in geologia
La tomografia computerizzata viene abitualmente utilizzata negli studi geologici per rivelare rapidamente il contenuto di un campione ottenuto tramite carotaggio. I minerali densi come la pirite e la barite appaiono più luminosi mentre quelli meno densi, come l'argilla, appaiono opachi nelle immagini TC.

## Effetti collaterali
Uno studio condotto su 93 mln di esami di 61,5 mln di pazienti negli Stati Uniti, ha stimato he la TAC può causare circa il 5% di tutti i tumori diagnosticati ogni anno. I tumori più comuni negli adulti erano quelli a polmone e colon insieme a leucemia e neoplasie di vescica e seno. I tumori più frequentemente previsti nei bambini erano quelli a tiroide, polmone e seno.